# Gare de Sorel

La gare de Sorel est une ancienne gare ferroviaire située à Sorel-Tracy au Québec, Canada. Elle a été construite en 1898 par le South Shore Railway. La gare est citée immeuble patrimonial en 2012 .

## Histoire et patrimoine ferroviaire
La gare construite en 1898, érigée sur une ligne de chemin de fer qui permet de rejoindre les villes de Montréal, Nicolet et Saint-Hyacinthe. Construite en bois, la gare est un exemple typique des gares répandues dans les petites municipalités de la fin du XIXe siècle. La gare se présente avec un plan rectangulaire, s'élevant sur un étage et demi avec un toit à croupes débordant largement au-delà des murs (supportés par des consoles en bois). « Sur la façade principale, une avancée à trois pans est superposée par une lucarne épousant la même forme. À l'arrière, un avant-corps rectangulaire rythme l'élévation. Les façades sont revêtues de bardeau de bois. Les portes à imposte et les fenêtres à guillotine à carreaux sont de facture contemporaine. Les ouvertures rectangulaires sont encadrées d'épais chambranles en bois. Des planches cornières en bois complètent l'ornementation. ». Le bâtiment s'inspire de l'architecture pittoresque .
Nous remarquons aussi une fenêtre en saillie, qui permet à l'opérateur de surveiller la voie ferrée. « La gare de Sorel témoigne de l'apogée du transport ferroviaire et de son rôle dans le développement de plusieurs villes, dont celle de Sorel-Tracy » .
Le Canadien National abandonne la voie ferrée à Sorel en 1968. La ligne de chemin de fer devient une piste cyclable . Depuis sa fermeture au service ferroviaire, la gare servait de terminus d’autobus (en 1992) et de centre communautaire depuis 2014, offrant la possibilité de faire des achats collectifs en alimentation et de l’éducation alimentaire pour les jeunes .